# Floresta Nacional de Passa Quatro
A Floresta Nacional de Passa Quatro (FLONA de Passa Quatro) é uma unidade de conservação brasileira da esfera federal, situada dentro do município mineiro de Passa Quatro e do bioma Mata Atlântica, sendo administrada pelo Instituto Chico Mendes de Conservação da Biodiversidade (ICMBio) e integrante do SNUC. A floresta possui uma área total de 335 hectares e está inserida numa ramificação da Serra da Mantiqueira, dentro da unidade são desenvolvidas atividades de pesquisa, manejo ambiental e uso sustentável.

## História
A gestão da FLONA de Passa Quatro pertencia, originalmente, ao Instituto Nacional do Pinho e passou à jurisdição do IBDF (atual IBAMA) em 1967, tendo sido criada oficialmente pela Portaria IBDF n.°562  de 25/10/1968. Foi gerida pelo IBAMA até 2007 e agora é administrada pelo ICMBio.

## Uso da área
Sua área total está assim dividida:
- 111 hectares plantados com araucárias;
- 64,3 hectares plantados com Pinus;
- 18,6 hectares de araucária nativa remanescente;
- 83,8 hectares de matas naturais foliòsas e matas fluviais costeiras.
- 57,3 hectares de administração, viveiro de mudas, lagos, criatório de trutas, rio, áreas de lazer, cachoeiras, etc.

A altitude média se encontra acima dos 900 metros, e apresenta desnível máximo de 500 metros com declividades de até 80º.
Atualmente desenvolve-se lá um projeto de piscicultura de trutas e de manejo de mudas nativas. Possui também um pequeno serpentário e local para alojamento de pesquisadores.